# Philipp von Klett
Maximilian Philipp Friedrich von Klett (Ludwigsburg, 20 luglio 1833 – Calw, 1º ottobre 1910) è stato un compositore di scacchi e militare tedesco.

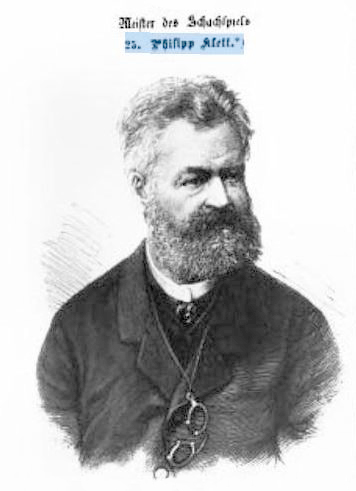
Philipp Klett

È considerato il precursore della scuola tedesca di composizione di problemi. Fu tra i primi a sottolineare l'importanza degli aspetti logici della soluzione: ogni mossa va considerata come un anello di una catena logica (Nexus der Züge), che culmina nello scacco matto.
Molti suoi problemi hanno svolgimenti complessi basati sullo zugzwang e sono noti per la notevole difficoltà di soluzione. Il suo contemporaneo Adolf Bayersdorfer lo chiamò « il Bach dell'arte del problema ». Raccolse 112 suoi problemi in due, tre e più mosse nel libro Philipp Klett's Schachprobleme, Mit einer Einfürung in die Theorie der Schachproblems (Lipsia, 1878).
Era un ufficiale di carriera dell'esercito del regno di Württemberg e raggiunse il grado di Capitano. Dal 1870 al 1874 fu comandante dell'Accademia Militare di Ludwigsburg (Ludwigsburg Kriegschule). Fu anche un funzionario del Ministero della Guerra del regno di Württemberg.
Per il servizio reso al paese, nel 1880 gli fu assegnata l'onorificenza della Croce d'onore della corona del Württemberg.
Due suoi problemi:
|   | a | b | c | d | e | f | g | h |   |
| 8 | b8 donna del bianco · e7 pedone del nero · d6 cavallo del nero · e6 alfiere del bianco · g6 torre del bianco · d5 pedone del bianco · e5 re del nero · e4 pedone del nero · d3 pedone del nero · e3 alfiere del bianco · f3 pedone del nero · a2 pedone del nero · h2 donna del nero · a1 re del bianco · f1 alfiere del nero | b8 donna del bianco · e7 pedone del nero · d6 cavallo del nero · e6 alfiere del bianco · g6 torre del bianco · d5 pedone del bianco · e5 re del nero · e4 pedone del nero · d3 pedone del nero · e3 alfiere del bianco · f3 pedone del nero · a2 pedone del nero · h2 donna del nero · a1 re del bianco · f1 alfiere del nero | b8 donna del bianco · e7 pedone del nero · d6 cavallo del nero · e6 alfiere del bianco · g6 torre del bianco · d5 pedone del bianco · e5 re del nero · e4 pedone del nero · d3 pedone del nero · e3 alfiere del bianco · f3 pedone del nero · a2 pedone del nero · h2 donna del nero · a1 re del bianco · f1 alfiere del nero | b8 donna del bianco · e7 pedone del nero · d6 cavallo del nero · e6 alfiere del bianco · g6 torre del bianco · d5 pedone del bianco · e5 re del nero · e4 pedone del nero · d3 pedone del nero · e3 alfiere del bianco · f3 pedone del nero · a2 pedone del nero · h2 donna del nero · a1 re del bianco · f1 alfiere del nero | b8 donna del bianco · e7 pedone del nero · d6 cavallo del nero · e6 alfiere del bianco · g6 torre del bianco · d5 pedone del bianco · e5 re del nero · e4 pedone del nero · d3 pedone del nero · e3 alfiere del bianco · f3 pedone del nero · a2 pedone del nero · h2 donna del nero · a1 re del bianco · f1 alfiere del nero | b8 donna del bianco · e7 pedone del nero · d6 cavallo del nero · e6 alfiere del bianco · g6 torre del bianco · d5 pedone del bianco · e5 re del nero · e4 pedone del nero · d3 pedone del nero · e3 alfiere del bianco · f3 pedone del nero · a2 pedone del nero · h2 donna del nero · a1 re del bianco · f1 alfiere del nero | b8 donna del bianco · e7 pedone del nero · d6 cavallo del nero · e6 alfiere del bianco · g6 torre del bianco · d5 pedone del bianco · e5 re del nero · e4 pedone del nero · d3 pedone del nero · e3 alfiere del bianco · f3 pedone del nero · a2 pedone del nero · h2 donna del nero · a1 re del bianco · f1 alfiere del nero | b8 donna del bianco · e7 pedone del nero · d6 cavallo del nero · e6 alfiere del bianco · g6 torre del bianco · d5 pedone del bianco · e5 re del nero · e4 pedone del nero · d3 pedone del nero · e3 alfiere del bianco · f3 pedone del nero · a2 pedone del nero · h2 donna del nero · a1 re del bianco · f1 alfiere del nero | 8 |
| 7 | b8 donna del bianco · e7 pedone del nero · d6 cavallo del nero · e6 alfiere del bianco · g6 torre del bianco · d5 pedone del bianco · e5 re del nero · e4 pedone del nero · d3 pedone del nero · e3 alfiere del bianco · f3 pedone del nero · a2 pedone del nero · h2 donna del nero · a1 re del bianco · f1 alfiere del nero | b8 donna del bianco · e7 pedone del nero · d6 cavallo del nero · e6 alfiere del bianco · g6 torre del bianco · d5 pedone del bianco · e5 re del nero · e4 pedone del nero · d3 pedone del nero · e3 alfiere del bianco · f3 pedone del nero · a2 pedone del nero · h2 donna del nero · a1 re del bianco · f1 alfiere del nero | b8 donna del bianco · e7 pedone del nero · d6 cavallo del nero · e6 alfiere del bianco · g6 torre del bianco · d5 pedone del bianco · e5 re del nero · e4 pedone del nero · d3 pedone del nero · e3 alfiere del bianco · f3 pedone del nero · a2 pedone del nero · h2 donna del nero · a1 re del bianco · f1 alfiere del nero | b8 donna del bianco · e7 pedone del nero · d6 cavallo del nero · e6 alfiere del bianco · g6 torre del bianco · d5 pedone del bianco · e5 re del nero · e4 pedone del nero · d3 pedone del nero · e3 alfiere del bianco · f3 pedone del nero · a2 pedone del nero · h2 donna del nero · a1 re del bianco · f1 alfiere del nero | b8 donna del bianco · e7 pedone del nero · d6 cavallo del nero · e6 alfiere del bianco · g6 torre del bianco · d5 pedone del bianco · e5 re del nero · e4 pedone del nero · d3 pedone del nero · e3 alfiere del bianco · f3 pedone del nero · a2 pedone del nero · h2 donna del nero · a1 re del bianco · f1 alfiere del nero | b8 donna del bianco · e7 pedone del nero · d6 cavallo del nero · e6 alfiere del bianco · g6 torre del bianco · d5 pedone del bianco · e5 re del nero · e4 pedone del nero · d3 pedone del nero · e3 alfiere del bianco · f3 pedone del nero · a2 pedone del nero · h2 donna del nero · a1 re del bianco · f1 alfiere del nero | b8 donna del bianco · e7 pedone del nero · d6 cavallo del nero · e6 alfiere del bianco · g6 torre del bianco · d5 pedone del bianco · e5 re del nero · e4 pedone del nero · d3 pedone del nero · e3 alfiere del bianco · f3 pedone del nero · a2 pedone del nero · h2 donna del nero · a1 re del bianco · f1 alfiere del nero | b8 donna del bianco · e7 pedone del nero · d6 cavallo del nero · e6 alfiere del bianco · g6 torre del bianco · d5 pedone del bianco · e5 re del nero · e4 pedone del nero · d3 pedone del nero · e3 alfiere del bianco · f3 pedone del nero · a2 pedone del nero · h2 donna del nero · a1 re del bianco · f1 alfiere del nero | 7 |
| 6 | b8 donna del bianco · e7 pedone del nero · d6 cavallo del nero · e6 alfiere del bianco · g6 torre del bianco · d5 pedone del bianco · e5 re del nero · e4 pedone del nero · d3 pedone del nero · e3 alfiere del bianco · f3 pedone del nero · a2 pedone del nero · h2 donna del nero · a1 re del bianco · f1 alfiere del nero | b8 donna del bianco · e7 pedone del nero · d6 cavallo del nero · e6 alfiere del bianco · g6 torre del bianco · d5 pedone del bianco · e5 re del nero · e4 pedone del nero · d3 pedone del nero · e3 alfiere del bianco · f3 pedone del nero · a2 pedone del nero · h2 donna del nero · a1 re del bianco · f1 alfiere del nero | b8 donna del bianco · e7 pedone del nero · d6 cavallo del nero · e6 alfiere del bianco · g6 torre del bianco · d5 pedone del bianco · e5 re del nero · e4 pedone del nero · d3 pedone del nero · e3 alfiere del bianco · f3 pedone del nero · a2 pedone del nero · h2 donna del nero · a1 re del bianco · f1 alfiere del nero | b8 donna del bianco · e7 pedone del nero · d6 cavallo del nero · e6 alfiere del bianco · g6 torre del bianco · d5 pedone del bianco · e5 re del nero · e4 pedone del nero · d3 pedone del nero · e3 alfiere del bianco · f3 pedone del nero · a2 pedone del nero · h2 donna del nero · a1 re del bianco · f1 alfiere del nero | b8 donna del bianco · e7 pedone del nero · d6 cavallo del nero · e6 alfiere del bianco · g6 torre del bianco · d5 pedone del bianco · e5 re del nero · e4 pedone del nero · d3 pedone del nero · e3 alfiere del bianco · f3 pedone del nero · a2 pedone del nero · h2 donna del nero · a1 re del bianco · f1 alfiere del nero | b8 donna del bianco · e7 pedone del nero · d6 cavallo del nero · e6 alfiere del bianco · g6 torre del bianco · d5 pedone del bianco · e5 re del nero · e4 pedone del nero · d3 pedone del nero · e3 alfiere del bianco · f3 pedone del nero · a2 pedone del nero · h2 donna del nero · a1 re del bianco · f1 alfiere del nero | b8 donna del bianco · e7 pedone del nero · d6 cavallo del nero · e6 alfiere del bianco · g6 torre del bianco · d5 pedone del bianco · e5 re del nero · e4 pedone del nero · d3 pedone del nero · e3 alfiere del bianco · f3 pedone del nero · a2 pedone del nero · h2 donna del nero · a1 re del bianco · f1 alfiere del nero | b8 donna del bianco · e7 pedone del nero · d6 cavallo del nero · e6 alfiere del bianco · g6 torre del bianco · d5 pedone del bianco · e5 re del nero · e4 pedone del nero · d3 pedone del nero · e3 alfiere del bianco · f3 pedone del nero · a2 pedone del nero · h2 donna del nero · a1 re del bianco · f1 alfiere del nero | 6 |
| 5 | b8 donna del bianco · e7 pedone del nero · d6 cavallo del nero · e6 alfiere del bianco · g6 torre del bianco · d5 pedone del bianco · e5 re del nero · e4 pedone del nero · d3 pedone del nero · e3 alfiere del bianco · f3 pedone del nero · a2 pedone del nero · h2 donna del nero · a1 re del bianco · f1 alfiere del nero | b8 donna del bianco · e7 pedone del nero · d6 cavallo del nero · e6 alfiere del bianco · g6 torre del bianco · d5 pedone del bianco · e5 re del nero · e4 pedone del nero · d3 pedone del nero · e3 alfiere del bianco · f3 pedone del nero · a2 pedone del nero · h2 donna del nero · a1 re del bianco · f1 alfiere del nero | b8 donna del bianco · e7 pedone del nero · d6 cavallo del nero · e6 alfiere del bianco · g6 torre del bianco · d5 pedone del bianco · e5 re del nero · e4 pedone del nero · d3 pedone del nero · e3 alfiere del bianco · f3 pedone del nero · a2 pedone del nero · h2 donna del nero · a1 re del bianco · f1 alfiere del nero | b8 donna del bianco · e7 pedone del nero · d6 cavallo del nero · e6 alfiere del bianco · g6 torre del bianco · d5 pedone del bianco · e5 re del nero · e4 pedone del nero · d3 pedone del nero · e3 alfiere del bianco · f3 pedone del nero · a2 pedone del nero · h2 donna del nero · a1 re del bianco · f1 alfiere del nero | b8 donna del bianco · e7 pedone del nero · d6 cavallo del nero · e6 alfiere del bianco · g6 torre del bianco · d5 pedone del bianco · e5 re del nero · e4 pedone del nero · d3 pedone del nero · e3 alfiere del bianco · f3 pedone del nero · a2 pedone del nero · h2 donna del nero · a1 re del bianco · f1 alfiere del nero | b8 donna del bianco · e7 pedone del nero · d6 cavallo del nero · e6 alfiere del bianco · g6 torre del bianco · d5 pedone del bianco · e5 re del nero · e4 pedone del nero · d3 pedone del nero · e3 alfiere del bianco · f3 pedone del nero · a2 pedone del nero · h2 donna del nero · a1 re del bianco · f1 alfiere del nero | b8 donna del bianco · e7 pedone del nero · d6 cavallo del nero · e6 alfiere del bianco · g6 torre del bianco · d5 pedone del bianco · e5 re del nero · e4 pedone del nero · d3 pedone del nero · e3 alfiere del bianco · f3 pedone del nero · a2 pedone del nero · h2 donna del nero · a1 re del bianco · f1 alfiere del nero | b8 donna del bianco · e7 pedone del nero · d6 cavallo del nero · e6 alfiere del bianco · g6 torre del bianco · d5 pedone del bianco · e5 re del nero · e4 pedone del nero · d3 pedone del nero · e3 alfiere del bianco · f3 pedone del nero · a2 pedone del nero · h2 donna del nero · a1 re del bianco · f1 alfiere del nero | 5 |
| 4 | b8 donna del bianco · e7 pedone del nero · d6 cavallo del nero · e6 alfiere del bianco · g6 torre del bianco · d5 pedone del bianco · e5 re del nero · e4 pedone del nero · d3 pedone del nero · e3 alfiere del bianco · f3 pedone del nero · a2 pedone del nero · h2 donna del nero · a1 re del bianco · f1 alfiere del nero | b8 donna del bianco · e7 pedone del nero · d6 cavallo del nero · e6 alfiere del bianco · g6 torre del bianco · d5 pedone del bianco · e5 re del nero · e4 pedone del nero · d3 pedone del nero · e3 alfiere del bianco · f3 pedone del nero · a2 pedone del nero · h2 donna del nero · a1 re del bianco · f1 alfiere del nero | b8 donna del bianco · e7 pedone del nero · d6 cavallo del nero · e6 alfiere del bianco · g6 torre del bianco · d5 pedone del bianco · e5 re del nero · e4 pedone del nero · d3 pedone del nero · e3 alfiere del bianco · f3 pedone del nero · a2 pedone del nero · h2 donna del nero · a1 re del bianco · f1 alfiere del nero | b8 donna del bianco · e7 pedone del nero · d6 cavallo del nero · e6 alfiere del bianco · g6 torre del bianco · d5 pedone del bianco · e5 re del nero · e4 pedone del nero · d3 pedone del nero · e3 alfiere del bianco · f3 pedone del nero · a2 pedone del nero · h2 donna del nero · a1 re del bianco · f1 alfiere del nero | b8 donna del bianco · e7 pedone del nero · d6 cavallo del nero · e6 alfiere del bianco · g6 torre del bianco · d5 pedone del bianco · e5 re del nero · e4 pedone del nero · d3 pedone del nero · e3 alfiere del bianco · f3 pedone del nero · a2 pedone del nero · h2 donna del nero · a1 re del bianco · f1 alfiere del nero | b8 donna del bianco · e7 pedone del nero · d6 cavallo del nero · e6 alfiere del bianco · g6 torre del bianco · d5 pedone del bianco · e5 re del nero · e4 pedone del nero · d3 pedone del nero · e3 alfiere del bianco · f3 pedone del nero · a2 pedone del nero · h2 donna del nero · a1 re del bianco · f1 alfiere del nero | b8 donna del bianco · e7 pedone del nero · d6 cavallo del nero · e6 alfiere del bianco · g6 torre del bianco · d5 pedone del bianco · e5 re del nero · e4 pedone del nero · d3 pedone del nero · e3 alfiere del bianco · f3 pedone del nero · a2 pedone del nero · h2 donna del nero · a1 re del bianco · f1 alfiere del nero | b8 donna del bianco · e7 pedone del nero · d6 cavallo del nero · e6 alfiere del bianco · g6 torre del bianco · d5 pedone del bianco · e5 re del nero · e4 pedone del nero · d3 pedone del nero · e3 alfiere del bianco · f3 pedone del nero · a2 pedone del nero · h2 donna del nero · a1 re del bianco · f1 alfiere del nero | 4 |
| 3 | b8 donna del bianco · e7 pedone del nero · d6 cavallo del nero · e6 alfiere del bianco · g6 torre del bianco · d5 pedone del bianco · e5 re del nero · e4 pedone del nero · d3 pedone del nero · e3 alfiere del bianco · f3 pedone del nero · a2 pedone del nero · h2 donna del nero · a1 re del bianco · f1 alfiere del nero | b8 donna del bianco · e7 pedone del nero · d6 cavallo del nero · e6 alfiere del bianco · g6 torre del bianco · d5 pedone del bianco · e5 re del nero · e4 pedone del nero · d3 pedone del nero · e3 alfiere del bianco · f3 pedone del nero · a2 pedone del nero · h2 donna del nero · a1 re del bianco · f1 alfiere del nero | b8 donna del bianco · e7 pedone del nero · d6 cavallo del nero · e6 alfiere del bianco · g6 torre del bianco · d5 pedone del bianco · e5 re del nero · e4 pedone del nero · d3 pedone del nero · e3 alfiere del bianco · f3 pedone del nero · a2 pedone del nero · h2 donna del nero · a1 re del bianco · f1 alfiere del nero | b8 donna del bianco · e7 pedone del nero · d6 cavallo del nero · e6 alfiere del bianco · g6 torre del bianco · d5 pedone del bianco · e5 re del nero · e4 pedone del nero · d3 pedone del nero · e3 alfiere del bianco · f3 pedone del nero · a2 pedone del nero · h2 donna del nero · a1 re del bianco · f1 alfiere del nero | b8 donna del bianco · e7 pedone del nero · d6 cavallo del nero · e6 alfiere del bianco · g6 torre del bianco · d5 pedone del bianco · e5 re del nero · e4 pedone del nero · d3 pedone del nero · e3 alfiere del bianco · f3 pedone del nero · a2 pedone del nero · h2 donna del nero · a1 re del bianco · f1 alfiere del nero | b8 donna del bianco · e7 pedone del nero · d6 cavallo del nero · e6 alfiere del bianco · g6 torre del bianco · d5 pedone del bianco · e5 re del nero · e4 pedone del nero · d3 pedone del nero · e3 alfiere del bianco · f3 pedone del nero · a2 pedone del nero · h2 donna del nero · a1 re del bianco · f1 alfiere del nero | b8 donna del bianco · e7 pedone del nero · d6 cavallo del nero · e6 alfiere del bianco · g6 torre del bianco · d5 pedone del bianco · e5 re del nero · e4 pedone del nero · d3 pedone del nero · e3 alfiere del bianco · f3 pedone del nero · a2 pedone del nero · h2 donna del nero · a1 re del bianco · f1 alfiere del nero | b8 donna del bianco · e7 pedone del nero · d6 cavallo del nero · e6 alfiere del bianco · g6 torre del bianco · d5 pedone del bianco · e5 re del nero · e4 pedone del nero · d3 pedone del nero · e3 alfiere del bianco · f3 pedone del nero · a2 pedone del nero · h2 donna del nero · a1 re del bianco · f1 alfiere del nero | 3 |
| 2 | b8 donna del bianco · e7 pedone del nero · d6 cavallo del nero · e6 alfiere del bianco · g6 torre del bianco · d5 pedone del bianco · e5 re del nero · e4 pedone del nero · d3 pedone del nero · e3 alfiere del bianco · f3 pedone del nero · a2 pedone del nero · h2 donna del nero · a1 re del bianco · f1 alfiere del nero | b8 donna del bianco · e7 pedone del nero · d6 cavallo del nero · e6 alfiere del bianco · g6 torre del bianco · d5 pedone del bianco · e5 re del nero · e4 pedone del nero · d3 pedone del nero · e3 alfiere del bianco · f3 pedone del nero · a2 pedone del nero · h2 donna del nero · a1 re del bianco · f1 alfiere del nero | b8 donna del bianco · e7 pedone del nero · d6 cavallo del nero · e6 alfiere del bianco · g6 torre del bianco · d5 pedone del bianco · e5 re del nero · e4 pedone del nero · d3 pedone del nero · e3 alfiere del bianco · f3 pedone del nero · a2 pedone del nero · h2 donna del nero · a1 re del bianco · f1 alfiere del nero | b8 donna del bianco · e7 pedone del nero · d6 cavallo del nero · e6 alfiere del bianco · g6 torre del bianco · d5 pedone del bianco · e5 re del nero · e4 pedone del nero · d3 pedone del nero · e3 alfiere del bianco · f3 pedone del nero · a2 pedone del nero · h2 donna del nero · a1 re del bianco · f1 alfiere del nero | b8 donna del bianco · e7 pedone del nero · d6 cavallo del nero · e6 alfiere del bianco · g6 torre del bianco · d5 pedone del bianco · e5 re del nero · e4 pedone del nero · d3 pedone del nero · e3 alfiere del bianco · f3 pedone del nero · a2 pedone del nero · h2 donna del nero · a1 re del bianco · f1 alfiere del nero | b8 donna del bianco · e7 pedone del nero · d6 cavallo del nero · e6 alfiere del bianco · g6 torre del bianco · d5 pedone del bianco · e5 re del nero · e4 pedone del nero · d3 pedone del nero · e3 alfiere del bianco · f3 pedone del nero · a2 pedone del nero · h2 donna del nero · a1 re del bianco · f1 alfiere del nero | b8 donna del bianco · e7 pedone del nero · d6 cavallo del nero · e6 alfiere del bianco · g6 torre del bianco · d5 pedone del bianco · e5 re del nero · e4 pedone del nero · d3 pedone del nero · e3 alfiere del bianco · f3 pedone del nero · a2 pedone del nero · h2 donna del nero · a1 re del bianco · f1 alfiere del nero | b8 donna del bianco · e7 pedone del nero · d6 cavallo del nero · e6 alfiere del bianco · g6 torre del bianco · d5 pedone del bianco · e5 re del nero · e4 pedone del nero · d3 pedone del nero · e3 alfiere del bianco · f3 pedone del nero · a2 pedone del nero · h2 donna del nero · a1 re del bianco · f1 alfiere del nero | 2 |
| 1 | b8 donna del bianco · e7 pedone del nero · d6 cavallo del nero · e6 alfiere del bianco · g6 torre del bianco · d5 pedone del bianco · e5 re del nero · e4 pedone del nero · d3 pedone del nero · e3 alfiere del bianco · f3 pedone del nero · a2 pedone del nero · h2 donna del nero · a1 re del bianco · f1 alfiere del nero | b8 donna del bianco · e7 pedone del nero · d6 cavallo del nero · e6 alfiere del bianco · g6 torre del bianco · d5 pedone del bianco · e5 re del nero · e4 pedone del nero · d3 pedone del nero · e3 alfiere del bianco · f3 pedone del nero · a2 pedone del nero · h2 donna del nero · a1 re del bianco · f1 alfiere del nero | b8 donna del bianco · e7 pedone del nero · d6 cavallo del nero · e6 alfiere del bianco · g6 torre del bianco · d5 pedone del bianco · e5 re del nero · e4 pedone del nero · d3 pedone del nero · e3 alfiere del bianco · f3 pedone del nero · a2 pedone del nero · h2 donna del nero · a1 re del bianco · f1 alfiere del nero | b8 donna del bianco · e7 pedone del nero · d6 cavallo del nero · e6 alfiere del bianco · g6 torre del bianco · d5 pedone del bianco · e5 re del nero · e4 pedone del nero · d3 pedone del nero · e3 alfiere del bianco · f3 pedone del nero · a2 pedone del nero · h2 donna del nero · a1 re del bianco · f1 alfiere del nero | b8 donna del bianco · e7 pedone del nero · d6 cavallo del nero · e6 alfiere del bianco · g6 torre del bianco · d5 pedone del bianco · e5 re del nero · e4 pedone del nero · d3 pedone del nero · e3 alfiere del bianco · f3 pedone del nero · a2 pedone del nero · h2 donna del nero · a1 re del bianco · f1 alfiere del nero | b8 donna del bianco · e7 pedone del nero · d6 cavallo del nero · e6 alfiere del bianco · g6 torre del bianco · d5 pedone del bianco · e5 re del nero · e4 pedone del nero · d3 pedone del nero · e3 alfiere del bianco · f3 pedone del nero · a2 pedone del nero · h2 donna del nero · a1 re del bianco · f1 alfiere del nero | b8 donna del bianco · e7 pedone del nero · d6 cavallo del nero · e6 alfiere del bianco · g6 torre del bianco · d5 pedone del bianco · e5 re del nero · e4 pedone del nero · d3 pedone del nero · e3 alfiere del bianco · f3 pedone del nero · a2 pedone del nero · h2 donna del nero · a1 re del bianco · f1 alfiere del nero | b8 donna del bianco · e7 pedone del nero · d6 cavallo del nero · e6 alfiere del bianco · g6 torre del bianco · d5 pedone del bianco · e5 re del nero · e4 pedone del nero · d3 pedone del nero · e3 alfiere del bianco · f3 pedone del nero · a2 pedone del nero · h2 donna del nero · a1 re del bianco · f1 alfiere del nero | 1 |
|   | a | b | c | d | e | f | g | h |   |

Soluzione:
Chiave:  1. Tg3!  Zugzwang
1... Dxg3  2. Db2#

1... D ∼   2. Dh8/b2#  (tema Seeberger)
1... d2/f2  2. Db2#

|   | a | b | c | d | e | f | g | h |   |
| 8 | a8 re del bianco · g8 torre del bianco · b7 torre del bianco · h7 pedone del nero · b6 pedone del bianco · h6 re del nero · d5 alfiere del nero · g5 cavallo del bianco · h5 pedone del nero · d4 alfiere del bianco · f4 pedone del bianco · h4 alfiere del nero · g3 pedone del nero · h3 pedone del bianco · g2 pedone del bianco | a8 re del bianco · g8 torre del bianco · b7 torre del bianco · h7 pedone del nero · b6 pedone del bianco · h6 re del nero · d5 alfiere del nero · g5 cavallo del bianco · h5 pedone del nero · d4 alfiere del bianco · f4 pedone del bianco · h4 alfiere del nero · g3 pedone del nero · h3 pedone del bianco · g2 pedone del bianco | a8 re del bianco · g8 torre del bianco · b7 torre del bianco · h7 pedone del nero · b6 pedone del bianco · h6 re del nero · d5 alfiere del nero · g5 cavallo del bianco · h5 pedone del nero · d4 alfiere del bianco · f4 pedone del bianco · h4 alfiere del nero · g3 pedone del nero · h3 pedone del bianco · g2 pedone del bianco | a8 re del bianco · g8 torre del bianco · b7 torre del bianco · h7 pedone del nero · b6 pedone del bianco · h6 re del nero · d5 alfiere del nero · g5 cavallo del bianco · h5 pedone del nero · d4 alfiere del bianco · f4 pedone del bianco · h4 alfiere del nero · g3 pedone del nero · h3 pedone del bianco · g2 pedone del bianco | a8 re del bianco · g8 torre del bianco · b7 torre del bianco · h7 pedone del nero · b6 pedone del bianco · h6 re del nero · d5 alfiere del nero · g5 cavallo del bianco · h5 pedone del nero · d4 alfiere del bianco · f4 pedone del bianco · h4 alfiere del nero · g3 pedone del nero · h3 pedone del bianco · g2 pedone del bianco | a8 re del bianco · g8 torre del bianco · b7 torre del bianco · h7 pedone del nero · b6 pedone del bianco · h6 re del nero · d5 alfiere del nero · g5 cavallo del bianco · h5 pedone del nero · d4 alfiere del bianco · f4 pedone del bianco · h4 alfiere del nero · g3 pedone del nero · h3 pedone del bianco · g2 pedone del bianco | a8 re del bianco · g8 torre del bianco · b7 torre del bianco · h7 pedone del nero · b6 pedone del bianco · h6 re del nero · d5 alfiere del nero · g5 cavallo del bianco · h5 pedone del nero · d4 alfiere del bianco · f4 pedone del bianco · h4 alfiere del nero · g3 pedone del nero · h3 pedone del bianco · g2 pedone del bianco | a8 re del bianco · g8 torre del bianco · b7 torre del bianco · h7 pedone del nero · b6 pedone del bianco · h6 re del nero · d5 alfiere del nero · g5 cavallo del bianco · h5 pedone del nero · d4 alfiere del bianco · f4 pedone del bianco · h4 alfiere del nero · g3 pedone del nero · h3 pedone del bianco · g2 pedone del bianco | 8 |
| 7 | a8 re del bianco · g8 torre del bianco · b7 torre del bianco · h7 pedone del nero · b6 pedone del bianco · h6 re del nero · d5 alfiere del nero · g5 cavallo del bianco · h5 pedone del nero · d4 alfiere del bianco · f4 pedone del bianco · h4 alfiere del nero · g3 pedone del nero · h3 pedone del bianco · g2 pedone del bianco | a8 re del bianco · g8 torre del bianco · b7 torre del bianco · h7 pedone del nero · b6 pedone del bianco · h6 re del nero · d5 alfiere del nero · g5 cavallo del bianco · h5 pedone del nero · d4 alfiere del bianco · f4 pedone del bianco · h4 alfiere del nero · g3 pedone del nero · h3 pedone del bianco · g2 pedone del bianco | a8 re del bianco · g8 torre del bianco · b7 torre del bianco · h7 pedone del nero · b6 pedone del bianco · h6 re del nero · d5 alfiere del nero · g5 cavallo del bianco · h5 pedone del nero · d4 alfiere del bianco · f4 pedone del bianco · h4 alfiere del nero · g3 pedone del nero · h3 pedone del bianco · g2 pedone del bianco | a8 re del bianco · g8 torre del bianco · b7 torre del bianco · h7 pedone del nero · b6 pedone del bianco · h6 re del nero · d5 alfiere del nero · g5 cavallo del bianco · h5 pedone del nero · d4 alfiere del bianco · f4 pedone del bianco · h4 alfiere del nero · g3 pedone del nero · h3 pedone del bianco · g2 pedone del bianco | a8 re del bianco · g8 torre del bianco · b7 torre del bianco · h7 pedone del nero · b6 pedone del bianco · h6 re del nero · d5 alfiere del nero · g5 cavallo del bianco · h5 pedone del nero · d4 alfiere del bianco · f4 pedone del bianco · h4 alfiere del nero · g3 pedone del nero · h3 pedone del bianco · g2 pedone del bianco | a8 re del bianco · g8 torre del bianco · b7 torre del bianco · h7 pedone del nero · b6 pedone del bianco · h6 re del nero · d5 alfiere del nero · g5 cavallo del bianco · h5 pedone del nero · d4 alfiere del bianco · f4 pedone del bianco · h4 alfiere del nero · g3 pedone del nero · h3 pedone del bianco · g2 pedone del bianco | a8 re del bianco · g8 torre del bianco · b7 torre del bianco · h7 pedone del nero · b6 pedone del bianco · h6 re del nero · d5 alfiere del nero · g5 cavallo del bianco · h5 pedone del nero · d4 alfiere del bianco · f4 pedone del bianco · h4 alfiere del nero · g3 pedone del nero · h3 pedone del bianco · g2 pedone del bianco | a8 re del bianco · g8 torre del bianco · b7 torre del bianco · h7 pedone del nero · b6 pedone del bianco · h6 re del nero · d5 alfiere del nero · g5 cavallo del bianco · h5 pedone del nero · d4 alfiere del bianco · f4 pedone del bianco · h4 alfiere del nero · g3 pedone del nero · h3 pedone del bianco · g2 pedone del bianco | 7 |
| 6 | a8 re del bianco · g8 torre del bianco · b7 torre del bianco · h7 pedone del nero · b6 pedone del bianco · h6 re del nero · d5 alfiere del nero · g5 cavallo del bianco · h5 pedone del nero · d4 alfiere del bianco · f4 pedone del bianco · h4 alfiere del nero · g3 pedone del nero · h3 pedone del bianco · g2 pedone del bianco | a8 re del bianco · g8 torre del bianco · b7 torre del bianco · h7 pedone del nero · b6 pedone del bianco · h6 re del nero · d5 alfiere del nero · g5 cavallo del bianco · h5 pedone del nero · d4 alfiere del bianco · f4 pedone del bianco · h4 alfiere del nero · g3 pedone del nero · h3 pedone del bianco · g2 pedone del bianco | a8 re del bianco · g8 torre del bianco · b7 torre del bianco · h7 pedone del nero · b6 pedone del bianco · h6 re del nero · d5 alfiere del nero · g5 cavallo del bianco · h5 pedone del nero · d4 alfiere del bianco · f4 pedone del bianco · h4 alfiere del nero · g3 pedone del nero · h3 pedone del bianco · g2 pedone del bianco | a8 re del bianco · g8 torre del bianco · b7 torre del bianco · h7 pedone del nero · b6 pedone del bianco · h6 re del nero · d5 alfiere del nero · g5 cavallo del bianco · h5 pedone del nero · d4 alfiere del bianco · f4 pedone del bianco · h4 alfiere del nero · g3 pedone del nero · h3 pedone del bianco · g2 pedone del bianco | a8 re del bianco · g8 torre del bianco · b7 torre del bianco · h7 pedone del nero · b6 pedone del bianco · h6 re del nero · d5 alfiere del nero · g5 cavallo del bianco · h5 pedone del nero · d4 alfiere del bianco · f4 pedone del bianco · h4 alfiere del nero · g3 pedone del nero · h3 pedone del bianco · g2 pedone del bianco | a8 re del bianco · g8 torre del bianco · b7 torre del bianco · h7 pedone del nero · b6 pedone del bianco · h6 re del nero · d5 alfiere del nero · g5 cavallo del bianco · h5 pedone del nero · d4 alfiere del bianco · f4 pedone del bianco · h4 alfiere del nero · g3 pedone del nero · h3 pedone del bianco · g2 pedone del bianco | a8 re del bianco · g8 torre del bianco · b7 torre del bianco · h7 pedone del nero · b6 pedone del bianco · h6 re del nero · d5 alfiere del nero · g5 cavallo del bianco · h5 pedone del nero · d4 alfiere del bianco · f4 pedone del bianco · h4 alfiere del nero · g3 pedone del nero · h3 pedone del bianco · g2 pedone del bianco | a8 re del bianco · g8 torre del bianco · b7 torre del bianco · h7 pedone del nero · b6 pedone del bianco · h6 re del nero · d5 alfiere del nero · g5 cavallo del bianco · h5 pedone del nero · d4 alfiere del bianco · f4 pedone del bianco · h4 alfiere del nero · g3 pedone del nero · h3 pedone del bianco · g2 pedone del bianco | 6 |
| 5 | a8 re del bianco · g8 torre del bianco · b7 torre del bianco · h7 pedone del nero · b6 pedone del bianco · h6 re del nero · d5 alfiere del nero · g5 cavallo del bianco · h5 pedone del nero · d4 alfiere del bianco · f4 pedone del bianco · h4 alfiere del nero · g3 pedone del nero · h3 pedone del bianco · g2 pedone del bianco | a8 re del bianco · g8 torre del bianco · b7 torre del bianco · h7 pedone del nero · b6 pedone del bianco · h6 re del nero · d5 alfiere del nero · g5 cavallo del bianco · h5 pedone del nero · d4 alfiere del bianco · f4 pedone del bianco · h4 alfiere del nero · g3 pedone del nero · h3 pedone del bianco · g2 pedone del bianco | a8 re del bianco · g8 torre del bianco · b7 torre del bianco · h7 pedone del nero · b6 pedone del bianco · h6 re del nero · d5 alfiere del nero · g5 cavallo del bianco · h5 pedone del nero · d4 alfiere del bianco · f4 pedone del bianco · h4 alfiere del nero · g3 pedone del nero · h3 pedone del bianco · g2 pedone del bianco | a8 re del bianco · g8 torre del bianco · b7 torre del bianco · h7 pedone del nero · b6 pedone del bianco · h6 re del nero · d5 alfiere del nero · g5 cavallo del bianco · h5 pedone del nero · d4 alfiere del bianco · f4 pedone del bianco · h4 alfiere del nero · g3 pedone del nero · h3 pedone del bianco · g2 pedone del bianco | a8 re del bianco · g8 torre del bianco · b7 torre del bianco · h7 pedone del nero · b6 pedone del bianco · h6 re del nero · d5 alfiere del nero · g5 cavallo del bianco · h5 pedone del nero · d4 alfiere del bianco · f4 pedone del bianco · h4 alfiere del nero · g3 pedone del nero · h3 pedone del bianco · g2 pedone del bianco | a8 re del bianco · g8 torre del bianco · b7 torre del bianco · h7 pedone del nero · b6 pedone del bianco · h6 re del nero · d5 alfiere del nero · g5 cavallo del bianco · h5 pedone del nero · d4 alfiere del bianco · f4 pedone del bianco · h4 alfiere del nero · g3 pedone del nero · h3 pedone del bianco · g2 pedone del bianco | a8 re del bianco · g8 torre del bianco · b7 torre del bianco · h7 pedone del nero · b6 pedone del bianco · h6 re del nero · d5 alfiere del nero · g5 cavallo del bianco · h5 pedone del nero · d4 alfiere del bianco · f4 pedone del bianco · h4 alfiere del nero · g3 pedone del nero · h3 pedone del bianco · g2 pedone del bianco | a8 re del bianco · g8 torre del bianco · b7 torre del bianco · h7 pedone del nero · b6 pedone del bianco · h6 re del nero · d5 alfiere del nero · g5 cavallo del bianco · h5 pedone del nero · d4 alfiere del bianco · f4 pedone del bianco · h4 alfiere del nero · g3 pedone del nero · h3 pedone del bianco · g2 pedone del bianco | 5 |
| 4 | a8 re del bianco · g8 torre del bianco · b7 torre del bianco · h7 pedone del nero · b6 pedone del bianco · h6 re del nero · d5 alfiere del nero · g5 cavallo del bianco · h5 pedone del nero · d4 alfiere del bianco · f4 pedone del bianco · h4 alfiere del nero · g3 pedone del nero · h3 pedone del bianco · g2 pedone del bianco | a8 re del bianco · g8 torre del bianco · b7 torre del bianco · h7 pedone del nero · b6 pedone del bianco · h6 re del nero · d5 alfiere del nero · g5 cavallo del bianco · h5 pedone del nero · d4 alfiere del bianco · f4 pedone del bianco · h4 alfiere del nero · g3 pedone del nero · h3 pedone del bianco · g2 pedone del bianco | a8 re del bianco · g8 torre del bianco · b7 torre del bianco · h7 pedone del nero · b6 pedone del bianco · h6 re del nero · d5 alfiere del nero · g5 cavallo del bianco · h5 pedone del nero · d4 alfiere del bianco · f4 pedone del bianco · h4 alfiere del nero · g3 pedone del nero · h3 pedone del bianco · g2 pedone del bianco | a8 re del bianco · g8 torre del bianco · b7 torre del bianco · h7 pedone del nero · b6 pedone del bianco · h6 re del nero · d5 alfiere del nero · g5 cavallo del bianco · h5 pedone del nero · d4 alfiere del bianco · f4 pedone del bianco · h4 alfiere del nero · g3 pedone del nero · h3 pedone del bianco · g2 pedone del bianco | a8 re del bianco · g8 torre del bianco · b7 torre del bianco · h7 pedone del nero · b6 pedone del bianco · h6 re del nero · d5 alfiere del nero · g5 cavallo del bianco · h5 pedone del nero · d4 alfiere del bianco · f4 pedone del bianco · h4 alfiere del nero · g3 pedone del nero · h3 pedone del bianco · g2 pedone del bianco | a8 re del bianco · g8 torre del bianco · b7 torre del bianco · h7 pedone del nero · b6 pedone del bianco · h6 re del nero · d5 alfiere del nero · g5 cavallo del bianco · h5 pedone del nero · d4 alfiere del bianco · f4 pedone del bianco · h4 alfiere del nero · g3 pedone del nero · h3 pedone del bianco · g2 pedone del bianco | a8 re del bianco · g8 torre del bianco · b7 torre del bianco · h7 pedone del nero · b6 pedone del bianco · h6 re del nero · d5 alfiere del nero · g5 cavallo del bianco · h5 pedone del nero · d4 alfiere del bianco · f4 pedone del bianco · h4 alfiere del nero · g3 pedone del nero · h3 pedone del bianco · g2 pedone del bianco | a8 re del bianco · g8 torre del bianco · b7 torre del bianco · h7 pedone del nero · b6 pedone del bianco · h6 re del nero · d5 alfiere del nero · g5 cavallo del bianco · h5 pedone del nero · d4 alfiere del bianco · f4 pedone del bianco · h4 alfiere del nero · g3 pedone del nero · h3 pedone del bianco · g2 pedone del bianco | 4 |
| 3 | a8 re del bianco · g8 torre del bianco · b7 torre del bianco · h7 pedone del nero · b6 pedone del bianco · h6 re del nero · d5 alfiere del nero · g5 cavallo del bianco · h5 pedone del nero · d4 alfiere del bianco · f4 pedone del bianco · h4 alfiere del nero · g3 pedone del nero · h3 pedone del bianco · g2 pedone del bianco | a8 re del bianco · g8 torre del bianco · b7 torre del bianco · h7 pedone del nero · b6 pedone del bianco · h6 re del nero · d5 alfiere del nero · g5 cavallo del bianco · h5 pedone del nero · d4 alfiere del bianco · f4 pedone del bianco · h4 alfiere del nero · g3 pedone del nero · h3 pedone del bianco · g2 pedone del bianco | a8 re del bianco · g8 torre del bianco · b7 torre del bianco · h7 pedone del nero · b6 pedone del bianco · h6 re del nero · d5 alfiere del nero · g5 cavallo del bianco · h5 pedone del nero · d4 alfiere del bianco · f4 pedone del bianco · h4 alfiere del nero · g3 pedone del nero · h3 pedone del bianco · g2 pedone del bianco | a8 re del bianco · g8 torre del bianco · b7 torre del bianco · h7 pedone del nero · b6 pedone del bianco · h6 re del nero · d5 alfiere del nero · g5 cavallo del bianco · h5 pedone del nero · d4 alfiere del bianco · f4 pedone del bianco · h4 alfiere del nero · g3 pedone del nero · h3 pedone del bianco · g2 pedone del bianco | a8 re del bianco · g8 torre del bianco · b7 torre del bianco · h7 pedone del nero · b6 pedone del bianco · h6 re del nero · d5 alfiere del nero · g5 cavallo del bianco · h5 pedone del nero · d4 alfiere del bianco · f4 pedone del bianco · h4 alfiere del nero · g3 pedone del nero · h3 pedone del bianco · g2 pedone del bianco | a8 re del bianco · g8 torre del bianco · b7 torre del bianco · h7 pedone del nero · b6 pedone del bianco · h6 re del nero · d5 alfiere del nero · g5 cavallo del bianco · h5 pedone del nero · d4 alfiere del bianco · f4 pedone del bianco · h4 alfiere del nero · g3 pedone del nero · h3 pedone del bianco · g2 pedone del bianco | a8 re del bianco · g8 torre del bianco · b7 torre del bianco · h7 pedone del nero · b6 pedone del bianco · h6 re del nero · d5 alfiere del nero · g5 cavallo del bianco · h5 pedone del nero · d4 alfiere del bianco · f4 pedone del bianco · h4 alfiere del nero · g3 pedone del nero · h3 pedone del bianco · g2 pedone del bianco | a8 re del bianco · g8 torre del bianco · b7 torre del bianco · h7 pedone del nero · b6 pedone del bianco · h6 re del nero · d5 alfiere del nero · g5 cavallo del bianco · h5 pedone del nero · d4 alfiere del bianco · f4 pedone del bianco · h4 alfiere del nero · g3 pedone del nero · h3 pedone del bianco · g2 pedone del bianco | 3 |
| 2 | a8 re del bianco · g8 torre del bianco · b7 torre del bianco · h7 pedone del nero · b6 pedone del bianco · h6 re del nero · d5 alfiere del nero · g5 cavallo del bianco · h5 pedone del nero · d4 alfiere del bianco · f4 pedone del bianco · h4 alfiere del nero · g3 pedone del nero · h3 pedone del bianco · g2 pedone del bianco | a8 re del bianco · g8 torre del bianco · b7 torre del bianco · h7 pedone del nero · b6 pedone del bianco · h6 re del nero · d5 alfiere del nero · g5 cavallo del bianco · h5 pedone del nero · d4 alfiere del bianco · f4 pedone del bianco · h4 alfiere del nero · g3 pedone del nero · h3 pedone del bianco · g2 pedone del bianco | a8 re del bianco · g8 torre del bianco · b7 torre del bianco · h7 pedone del nero · b6 pedone del bianco · h6 re del nero · d5 alfiere del nero · g5 cavallo del bianco · h5 pedone del nero · d4 alfiere del bianco · f4 pedone del bianco · h4 alfiere del nero · g3 pedone del nero · h3 pedone del bianco · g2 pedone del bianco | a8 re del bianco · g8 torre del bianco · b7 torre del bianco · h7 pedone del nero · b6 pedone del bianco · h6 re del nero · d5 alfiere del nero · g5 cavallo del bianco · h5 pedone del nero · d4 alfiere del bianco · f4 pedone del bianco · h4 alfiere del nero · g3 pedone del nero · h3 pedone del bianco · g2 pedone del bianco | a8 re del bianco · g8 torre del bianco · b7 torre del bianco · h7 pedone del nero · b6 pedone del bianco · h6 re del nero · d5 alfiere del nero · g5 cavallo del bianco · h5 pedone del nero · d4 alfiere del bianco · f4 pedone del bianco · h4 alfiere del nero · g3 pedone del nero · h3 pedone del bianco · g2 pedone del bianco | a8 re del bianco · g8 torre del bianco · b7 torre del bianco · h7 pedone del nero · b6 pedone del bianco · h6 re del nero · d5 alfiere del nero · g5 cavallo del bianco · h5 pedone del nero · d4 alfiere del bianco · f4 pedone del bianco · h4 alfiere del nero · g3 pedone del nero · h3 pedone del bianco · g2 pedone del bianco | a8 re del bianco · g8 torre del bianco · b7 torre del bianco · h7 pedone del nero · b6 pedone del bianco · h6 re del nero · d5 alfiere del nero · g5 cavallo del bianco · h5 pedone del nero · d4 alfiere del bianco · f4 pedone del bianco · h4 alfiere del nero · g3 pedone del nero · h3 pedone del bianco · g2 pedone del bianco | a8 re del bianco · g8 torre del bianco · b7 torre del bianco · h7 pedone del nero · b6 pedone del bianco · h6 re del nero · d5 alfiere del nero · g5 cavallo del bianco · h5 pedone del nero · d4 alfiere del bianco · f4 pedone del bianco · h4 alfiere del nero · g3 pedone del nero · h3 pedone del bianco · g2 pedone del bianco | 2 |
| 1 | a8 re del bianco · g8 torre del bianco · b7 torre del bianco · h7 pedone del nero · b6 pedone del bianco · h6 re del nero · d5 alfiere del nero · g5 cavallo del bianco · h5 pedone del nero · d4 alfiere del bianco · f4 pedone del bianco · h4 alfiere del nero · g3 pedone del nero · h3 pedone del bianco · g2 pedone del bianco | a8 re del bianco · g8 torre del bianco · b7 torre del bianco · h7 pedone del nero · b6 pedone del bianco · h6 re del nero · d5 alfiere del nero · g5 cavallo del bianco · h5 pedone del nero · d4 alfiere del bianco · f4 pedone del bianco · h4 alfiere del nero · g3 pedone del nero · h3 pedone del bianco · g2 pedone del bianco | a8 re del bianco · g8 torre del bianco · b7 torre del bianco · h7 pedone del nero · b6 pedone del bianco · h6 re del nero · d5 alfiere del nero · g5 cavallo del bianco · h5 pedone del nero · d4 alfiere del bianco · f4 pedone del bianco · h4 alfiere del nero · g3 pedone del nero · h3 pedone del bianco · g2 pedone del bianco | a8 re del bianco · g8 torre del bianco · b7 torre del bianco · h7 pedone del nero · b6 pedone del bianco · h6 re del nero · d5 alfiere del nero · g5 cavallo del bianco · h5 pedone del nero · d4 alfiere del bianco · f4 pedone del bianco · h4 alfiere del nero · g3 pedone del nero · h3 pedone del bianco · g2 pedone del bianco | a8 re del bianco · g8 torre del bianco · b7 torre del bianco · h7 pedone del nero · b6 pedone del bianco · h6 re del nero · d5 alfiere del nero · g5 cavallo del bianco · h5 pedone del nero · d4 alfiere del bianco · f4 pedone del bianco · h4 alfiere del nero · g3 pedone del nero · h3 pedone del bianco · g2 pedone del bianco | a8 re del bianco · g8 torre del bianco · b7 torre del bianco · h7 pedone del nero · b6 pedone del bianco · h6 re del nero · d5 alfiere del nero · g5 cavallo del bianco · h5 pedone del nero · d4 alfiere del bianco · f4 pedone del bianco · h4 alfiere del nero · g3 pedone del nero · h3 pedone del bianco · g2 pedone del bianco | a8 re del bianco · g8 torre del bianco · b7 torre del bianco · h7 pedone del nero · b6 pedone del bianco · h6 re del nero · d5 alfiere del nero · g5 cavallo del bianco · h5 pedone del nero · d4 alfiere del bianco · f4 pedone del bianco · h4 alfiere del nero · g3 pedone del nero · h3 pedone del bianco · g2 pedone del bianco | a8 re del bianco · g8 torre del bianco · b7 torre del bianco · h7 pedone del nero · b6 pedone del bianco · h6 re del nero · d5 alfiere del nero · g5 cavallo del bianco · h5 pedone del nero · d4 alfiere del bianco · f4 pedone del bianco · h4 alfiere del nero · g3 pedone del nero · h3 pedone del bianco · g2 pedone del bianco | 1 |
|   | a | b | c | d | e | f | g | h |   |

Soluzione:
1. f5!  (zugzwang)
1... Axg5  2. Ag7#

1... Axg8  2. Tf7! Axg5  3. Ag7#

  (2... Rxg5  3. Ad3#)

1... Axb7  2. Rxb7 Axg5  3. Ag7#